# 雇用ミスマッチ
雇用ミスマッチ（こようミスマッチ）あるいは雇用のミスマッチ（こようのミスマッチ）とは、求人と求職のニーズが一致しないことである。
ニーズの不一致には、求人需要が高い業種と求職需要の高い業種の不一致や、求人過剰の職種と求人不足の職種といった「業種・職種間ミスマッチ」、能力・経験・年齢・勤務条件などの不一致による「条件ミスマッチ」、求職者の性格や意欲が会社の風土に合わないといった「性格・意欲ミスマッチ」などがある。

## 背景
雇用のミスマッチの背景には、バブル崩壊に伴う失業者の増加や団塊ジュニア・女性の社会進出による人材過剰で若者の就職が困難になり選択範囲が狭まったことと、経済環境の変化に伴う年功序列の崩壊や成果主義の導入による労働環境の悪化が重なったことが挙げられる。この他、雇用形態の多様化に伴う若年層の仕事に対する価値観・就業意識の変化、採用の際に企業が「職業能力・経験」を重視する一方、求職者が「やりたい仕事」を重視するなど、求職者が職業能力習得の必要性を軽視している問題などが挙げられる。

## 労働経済学的な定義付け
労働経済学においてミスマッチに関して，大きく二つの文脈が存在する。第一の文脈は，Lucas and Prescott（1974）を出発点とする，複数の労働市場間で労働者が適切に分配されているか否か，という問題を考察する文脈である。二つ目の文脈は，Jovanovic（1979）による先駆的な研究を起点とした，単一の労働市場内において各企業に労働者が適切に分配されているか否か，という問題を考察する文脈である。

## 東日本大震災と雇用ミスマッチ
2011年（平成23年）の東日本大震災以降、建設現場で働く技術者や作業員は慢性的に不足し、そのことが工事の遅延、人件費の高騰要因になっている。また、都市部の介護サービス、外食産業なども慢性的に人員不足に悩まされている。他方、完全失業率は2014年3月時点で3.6％（季節調整値）、失業者は246万人にのぼる。
求職者1人当たりに何件の仕事の募集があるかを示す有効求人倍率を岩手県、宮城県、福島県の被災3県でみると、震災前までいずれも全国平均を下回っていた。10年10-12月期では全国が0.58倍に対して、被災3県合計は0.49倍だった。11年3月の震災後は東北で復興関連の求人が急増し、有効求人倍率は劇的に改善した。13年1-3月は全国が0.85倍に対して、被災3県は1.18倍と大幅に上回ったが、就労の動きは鈍い。13年1-3月期の全国の完全失業率は4.3％と、震災前の10年10-12月期から0.5ポイント改善した。しかし詳細なデータがそろう宮城県で見ると震災前の5.8％から足元は5.9％と逆に悪化し、求人数の増加が雇用情勢の改善に結びついていない。